# Гурьев, Дмитрий Александрович
Граф (с 12 декабря 1819 года) Дми́трий Алекса́ндрович Гу́рьев (7 (18) января 1758 — 30 сентября (12 октября) 1825, Петербург) — русский государственный деятель, гофмейстер Двора Его Императорского Величества (с 1 января 1797 года), сенатор (с 20 октября 1799 года), управляющий императорским кабинетом (с 26 августа 1801 по 30 сентября 1825 года), министр уделов (с 9 июля 1806 по 30 сентября 1825 года), член Государственного Совета (с 1 января 1810 по 22 апреля 1823 года), третий министр финансов России (с 1 января 1810 — по 30 сентября 1823 года). Отец А. Д. Гурьева и Н. Д. Гурьева, тесть Карла Нессельроде. Действительный тайный советник (с 27 февраля 1804 года).

## Происхождение и возвышение
Выходец из небогатого дворянского рода Гурьевых, сын бригадира Александра Григорьевича Гурьева (ум.1788) и Анны Михайловны Еропкиной. Крещён был 13 января 1758 года в Симеоновской церкви, крестник графа С. П. Ягужинского. Получил домашнее образование и начал службу 17 ноября 1772 года солдатом в лейб-гвардии Измайловском полку, через неделю был произведен в капралы. B 1773 году получил звание сержанта, в 1779 году сделан прапорщиком, в 1782 году подпоручиком, через год (1783) поручиком и 1 ноября 1785 года капитан-поручиком.
Быстрому старту служебной карьеры Гурьева чрезвычайно способствовали его личные связи, в особенности — покровительство графа П. М. Скавронского, благодарного Гурьеву за то, что он ловко устроил выгодный для него брак с племянницей князя Потёмкина:

Гурьев никогда не был ни хорош, ни умен; только в те поры был он молод, свеж, дюж, бел и румян, вместе с тем чрезвычайно искателен и угодителен; ему хотелось во что бы ни стало попасть в люди, и слепое счастие услышало мольбы его. Он случайно познакомился с одним молодым, женоподобным миллионером, графом Павлом Мартыновичем Скавронским, внуком родного брата Екатерины I, отправлявшимся за границу. Гурьев умел ему полюбиться, даже овладеть им, и более трех лет странствовал с ним по Европе.— «Записки» Вигеля
Вслед за тем женитьба в 1785 году на графине Салтыковой ввела его в круг петербургской аристократии и приблизила к императорскому дому.

Получил он <…> сверх того от Скавронского три тысячи душ в знак памяти и верной дружбы. Молодость, иностранная образованность, придворный чин, богатство, всё это позволяло думать ему о выгодной партии, только новость его имени всё ещё мешала ему получить право гражданства в аристократическом мире; он скоро приобрёл их, женившись на графине Прасковье Николаевне Салтыковой, тридцатилетней девке, уродливой и злой, на которой никто не хотел жениться, несмотря на её три тысячи душ.— «Записки» Вигеля
Как следствие, в 1786 году Дмитрий Гурьев получил чин камер-юнкера, в 1794 — церемониймейстера, а в 1795 — чин действительного камергера. В январе 1797 года, назначенный гофмейстером двора великого князя Александра Павловича, Гурьев примкнул к кружку его друзей, сформировавшемуся в это время и состоявшему из молодых аристократов: графа Павла Строганова, графа Виктора Кочубея, Николая Новосильцева и князя Адама Чарторыйского.

## Правительственная деятельность
После воцарения Александра I и прежде всего благодаря содействию своих «молодых друзей» 26 августа 1801 года Гурьев был назначен управляющим Кабинетом Его Императорского Величества, а 8 сентября 1802 года — стал товарищем (или, говоря иначе, заместителем) министра финансов, уже старого и постоянно недомогающего графа Алексея Васильева. Это положение дел привело к тому, что Дмитрий Гурьев практически самостоятельно вёл дела финансового ведомства — при Васильеве.
В феврале 1804 года Дмитрий Гурьев был пожалован в действительные тайные советники, а 9 июля 1806 года был назначен на пост министра уделов, каковой и занимал до самого конца своей жизни. Эта должность в особенности придавала ему прочности положения, независимости и влияния на всё придворное ведомство. Но, возможно, что уже являясь министром уделов, Дмитрий Гурьев после смерти графа Алексея Васильева не был сразу же назначен на его место. В 1807-1808 годах обязанности министра исполнял управляющий министерством Фёдор Голубцов, который в конце концов (в 1809 году) и получил должность министра. Дмитрий Гурьев как был товарищем министра при Васильеве, так и остался на этом же месте — при Голубцове.
В этот достаточно бурный период, когда прежние «молодые друзья» Великого Князя один за другим уходили (или уезжали) из политической жизни России, всё более сильные позиции у трона занимал Михаил Сперанский, будущий государственный секретарь. Ввиду сложного экономического положения страны, в ноябре 1809 года император Александр I поручил Сперанскому подготовить срочную программу выхода из финансового кризиса. Временные и разобщённые меры уже не могли решить накопившихся проблем государственного бюджета. Для подготовки проекта был образован особый комитет, в обсуждении которого деятельное участие принял и Гурьев, за последние годы сильно сблизившийся с Михаилом Сперанским. Прагматик и тонкий придворный, Дмитрий Гурьев использовал весь свой интеллект и растущее влияние Сперанского на императора в борьбе за желанное кресло министра финансов и к 1810 году наконец сумел «свалить» своего предшественника, Фёдора Голубцова. Внешне демонстрируя свою полную поддержку новой министерской системы Михаила Сперанского, направленной прежде всего на усиление вертикали власти, 1 января 1810 года Дмитрий Гурьев при его протекции был назначен министром финансов и одновременно членом нового реформированного Государственного совета. 12.07.1810 г. был утверждён главным директором Государственной комиссии погашения долгов вместе с директорами: Александром Салтыковым и Михаилом Обресковым.
С 1806 года в качестве управляющего Кабинетом был директором Императорского фарфорового завода, перешедшего в ведомство Кабинета, и провёл по указанию императора Александра I необходимые для производства реформы, приглашая иностранных мастеров: художников и технологов.

## Министр финансов
По отзывам людей, близко знавших его, Дмитрий Гурьев «…обладал умом неповоротливым, и ему трудно было удержать равновесие суждений». Однако несмотря на такую репутацию, именно ему Александр I поручил важнейшую на тот момент задачу стабилизации финансового положения страны, изрядно расшатанного всей предыдущей торгово-промышленной и таможенной политикой. В основание программы выхода из финансового кризиса был положен знаменитый «План финансов» на 1810 год, разработанный Сперанским и Балугьянским и рассмотренный в декабре 1809 года на заседаниях специального «Финансового комитета» (или, как его называли — «кружка Гурьева»). В этот финансовый кружок, помимо троих уже названных, вошёл ещё государственный казначей Балтазар Кампенгаузен. Понятно, что досиживающего последние дни на своём месте министра Голубцова на заседания не приглашали.
Разработанный кружком «План финансов» включал неотложные денежные и экономические меры, выполнение которых было необходимо в 1810 году, а также и более долгосрочные мероприятия. Согласно первому пункту плана, в 1810 году было восстановлено металлическое обращение и изъята часть ассигнаций для повышения их ценности, предпринят ряд внутренних займов, что стабилизировало государственный бюджет. Однако сложная внешнеполитическая ситуация накануне войны, требующая усиления боевой готовности и увеличения армии, заставила вводить один за другим новые налоги и повышать старые.
Большинство мер было откровенно направлено на увеличение доходной части государственного бюджета. Так, уже в 1810 году был увеличен прибавочный процентный сбор с купеческих капиталов, введены налоги с торгующих крестьян и иностранных ремесленников, а также подушная подать была распространена на иноверцев. В 1812 году был введён также 0,5 % сбор с домов в столицах (налог на недвижимость), а также повышены соляной, медный, гербовый, вексельный и паспортный сборы. Кроме того, были установлены новые, более высокие питейные пошлины и введены новые, ранее отсутствовавшие налоги, например на чай и пиво. Одновременно, через повышение таможенных пошлин пытались содействовать развитию отечественной промышленности. Последовательное претворение пунктов «Плана финансов» Дмитрий Гурьев продолжил и после окончания войны 1812 года. Так, министерство финансов только в 1817 году извлекло из обращения часть бумажных ассигнаций (236 млн из 836 млн рублей, бывших в обращении), для чего были заключены займы внутренние на 113 млн рублей и внешние на 83 млн.
С точки зрении общей концепции государственного строительства авторы «Плана финансов», указывая на необходимость общей реформы финансовой системы, настаивали на введении гласного государственного бюджета и предлагали новую систему центрального управления, при которой министр финансов должен был осуществлять законодательную власть.
Однако ожидаемых результатов эти меры не принесли, но лишь вызвали растущее недовольство в дворянской и купеческой среде. Особенно это недовольство усилилось после того, как в 1819-1820 годах в двадцати губерниях России была введена государственная винная монополия. И тем не менее, учреждение в 1817 году Совета государственных кредитных установлений и Государственного кредитного банка создавало реальные механизмы для ускорения развития финансовой системы Российской империи.
Полной реализации «Плана финансов» также помешала и оппозиция со стороны председателя и члена Департамента экономии Государственного совета Николая Мордвинова и Егора Канкрина, видевших в замыслах самого Гурьева и других разработчиков «Плана» скрытое намерение ограничить самодержавные права монарха. Постепенно они смогли убедить в своих подозрениях и постоянно колеблющегося Александра I. К 1816 году относится и всеподданнейшая записка самого Дмитрия Гурьева под названием: «Об устройстве верховных правительственных мест в России», в которой он прямо предлагал усилить власть министров и наделить их законодательными функциями. Неосторожное зерно упало на подготовленную почву и записка вызвала недовольство императора.
1 (13) января 1817 года был награждён орденом Святого апостола Андрея Первозванного.
И всё же по повелению Александра I уже имевший репутацию либерала Дмитрий Гурьев, в 1818-1819 годах возглавил (в качестве министра уделов) работу Секретного комитета для подготовки проекта крестьянской реформы. На этом посту он подготовил довольно радикальный проект, реализация которого могла бы привести к созданию в России аграрного строя фермерского типа. Однако и этот проект Гурьева оказался несвоевременным. 28 июля (9 августа) 1821 года российским императором Александром I был учреждён Сибирский комитет и граф Гурьев был включён в его первый состав. К началу 1820-х годов в политическом мировоззрении Александра I чётко наметился перелом, когда на почве краха внешнеполитического либерализма он разочаровался и в программе внутренних преобразований России. Этот перелом не мог не затронуть и Дмитрия Гурьева, который 22 апреля 1823 года был вынужден подать в отставку с поста министра финансов — тем не менее сохранив за собой пост главы удельного ведомства.

Через два года, 30 сентября 1825 года Дмитрий Гурьев скончался в Петербурге и был похоронен в Преображенской церкви при кладбище фарфорового завода. По этому поводу К. Я. Булгаков писал графу Закревскому:
Граф Гурьев приказал долго жить! Он скончался 30-го сентября, в третьем часу пополудни. Графиня Нессельроде приехала накануне, как будто для того только, чтобы закрыть ему глаза. Для города большая потеря. Дом его был открыт лучшему обществу.
Летом 1932 года Преображенская церковь, в которой был погребён Д. А. Гурьев, была снесена, и могила уничтожена.

## Оценка деятельности
Государственная деятельность Дмитрия Гурьева на посту министра финансов вызывала целую лавину упрёков со стороны современников, а позже — острую критику историков. Тем не менее он может быть отнесён к небольшому числу сановников первой четверти XIX века, которые обладали отчётливым пониманием потребностей страны и выступали с реальной и подробной программой преобразований.
Гурьев вошёл в большую политику в период пика либерально-конституционных экспериментов и поисков власти первого десятилетия царствования Александра I. Его руководство финансовым ведомством пришлось на тяжелейшее время Отечественной войны 1812 года, а затем на период ликвидации её социально-экономических последствий и второго ренессанса государственного либерализма, нашедшего выражение прежде всего в попытках решения крестьянского вопроса. Слом и закат министерской карьеры Гурьева, внешне связанный с его разногласиями, а затем и разрывом со всесильным Алексеем Аракчеевым, на самом деле наглядно продемонстрировал усиление охранительных тенденций в политике власти и всё более недоверчивое отношение к проблеме реформ.
Начавший свою карьеру как человек Сперанского и его реформаторских идей, он надолго пережил его политическое падение, однако — не смог выдержать окончательного укрепления власти Аракчеева, который сначала поддерживал Гурьева против Мордвинова и Канкрина из аппаратных соображений, а затем — лишил его своей поддержки.

## Награды
Российские:
- Орден Святой Анны 1-й степени (4 февраля 1798),
- Орден Святого Александра Невского (1 января 1804),
- Бриллиантовые знаки к ордену Святого Александра Невского (18 ноября 1806),
- Орден Святого Владимира 1-й степени (30 августа 1814),
- Орден Святого Андрея Первозванного (1 января 1817).

Иностранные:
- Прусский орден Чёрного орла (1813).

## Частная жизнь
В разгар могущества Гурьева, в конце 1810-х годов, в поисках поддержки из казны к нему стремились попасть на приём представители всех сословий. «Просителей-то, искателей, лент, кого тут только не было! Быть призвану — уже милость большая», — писал о его приёмной в 1818 году А. Я. Булгаков. Кичливое дворянство, впрочем, не могло простить Гурьеву сравнительного низкого происхождения, того, что он имел в свете

…все замашки величайшего аристократа, хотя отец его, едва ли не из податного состояния, был управителем у одного богатого, но не знатного и провинциального помещика; зато сам он женился на графине Салтыковой, престарелой девке, от руки коей, несмотря на её большое состояние, долго все бегали.— «Записки» Вигеля
Имя собственное министра финансов и уделов Дмитрия Гурьева надолго пережило его политическую карьеру, стало нарицательным и прочно вошло в обиход русского языка. «Гурьевские налоги», гурьевские пошлины и гурьевская винная монополия оказались довольно скоро забытыми. Но до сих пор с именем Гурьева связывают изобретение знаменитого рецепта — гурьевской каши:

Гурьев недаром путешествовал за границей: он там усовершенствовал себя по части гастрономической. У него в этом роде был действительно гений изобретательный, и, кажется, есть паштеты, есть котлеты, которые носят его имя. Он давал обеды знатным новым родным своим, и только им одним; дом его стал почитаться одним из лучших, и сам он попал в число первых патрициев Петрополя.— «Записки» Вигеля

## Семья
С 1785 года был женат на графине Прасковье Николаевне Салтыковой (1764—10.05.1830), дочери лейб-гвардии поручика графа Николая Владимировича Салтыкова (1743—1800) и княжны Анны Сергеевны Гагариной (1742—21.04.1820). По словам Вигеля, от руки графини Салтыковой, несмотря на её большое состояние, долго все бегали. Женившись на ней, Гурьев взял порядочное приданое и слыл в свое время весьма богатым человеком. Вслед за мужем, графиня Гурьева сделала придворную карьеру. В ноябре 1806 года получила орден Св. Екатерины (меньшого креста), а 22 августа 1826 года была пожалована в статс-дамы.
Одно время, дом графини Гурьевой был по вечерам любимым местом сбора петербургского избранного общества и всего дипломатического корпуса. По словам Д. Фикельмон, она была женщина любезная и светская. Смерть её от горячки была большой потерей для многих людей, в течение двадцати лет постоянно общавшихся с ней и находивших её доброй особой. Она оставила огромную пустоту не только в сердцах своих друзей, но и всего общества. «Графиня часто болела и в последние три месяца лицо её изменилось до неузнаваемости. Но, в сущности, смерть её в мае 1830 года оказалась внезапной и неожиданной. Она продолжала встречаться с людьми, ежедневно выходила на прогулки, и лишь за два дня до её кончины стало очевидно, что она действительно больна. На похоронах графини присутствовал почти весь город». Похоронена рядом с мужем в  Преображенской церкви при кладбище фарфорового завода. В браке имела детей:
- Александр Дмитриевич (1785—1865), масон, генерал-лейтенант и сенатор; женат на графине Евдокии Петровне Толстой (1795—1863), дочери графа П. А. Толстого.
- Мария Дмитриевна (1786—1849), с 1802 года фрейлина, в январе 1812 года вышла замуж за графа Карла Нессельроде (1780—1862); с 1816 года кавалерственная дама ордена св. Екатерины, с 1836 года статс-дама.
- Елена Дмитриевна (10.04.1788[20]—17.03.1834[21]), крещена 19 апреля 1788 года в церкви Владимирской Пресвятой Богородицы, что в Придворных слобода, при восприемстве Д. П. Салтыковой; фрейлина двора, была очень хорошей певицей; замужем  (с 26 мая 1818 года)[22] за камергером А. В. Сверчковым (1791—1828). Удочерила племянницу канцлера Нессельроде Марию Нессельроде, впоследствии Калерджи-Муханову, блестящую пианистку, возлюбленную Эжена Сю, который вывел её в романе «Вечный жид». Умерла в Петербурге от апоплексического удара, похоронена на Фарфоровском кладбище.
- Николай Дмитриевич (1789—1849), дипломат и тайный советник, с 1819 года женат на Марине Дмитриевне Нарышкиной (1798—1871), дочери Д. Л. Нарышкина
- Василий Дмитриевич (08.04.1796[23]—20.11.1797), похоронен на Волковском кладбище[24].

- Мария Дмитриевна, 
 дочь
- Николай Дмитриевич, 
 сын
- Марина Дмитриевна, 
 невестка